# Янчик Олекса Іванович
Янчик Олекса Іванович (12 грудня 1931 — 20 жовтня 1973 р.) — закарпатський український письменник, поет.

## Життєпис
Народився в с. Верхній Студений Міжгірського району в сім'ї селянина.
Початкову освіту здобув у рідному селі. Після закінчення німецько-радянської війни у селі Н.Студений було відкрито семирічну школу, яку закінчив майбутній поет у 1948 році. У зв'язку з поганими матеріальними умовами продовжувати навчання не зміг. Працював робітником то на залізничній дорозі, та на лісозаготівлях. У 1949 році О. І. Янчик був зарахований учнем Мукачівського с/г технікуму. Через два роки важко захворів, тому стаціонарно учитися не зміг. Технікум закінчив заочно в 1955 році. Коли здоров'я трохи покращилось, знову почав трудове життя. У 1952 р. працював плановиком Волівської райспоживспілки, міністерства торгівлі Української РСР. У 1953 р. - агроном, інспектор по кадрах Бовтрадської МТС міністерства сільського Господарства України. З 1954 по 1957 роки Олексій Іванович працює завідувачем відділу сільськогосподарської редакції газети «Прапор перемоги» Міністерства культури УРСР в м. Мукачеві. З 1957—1959 роки працює старшим піонервожатим, вихователем, вчителем Пилипецької середньої школи. У 1959 році переведений на вчительську роботу у Верхній Студений. Там працював заступником директора по навчально-виховній роботі у восьмирічній школі, викладав українську мову та літературу. У 1966 р. закінчив філологічний факультет Ужгородського університету. У 1970 році нагороджений медаллю «За доблесний труд». У 1967 році вийшла перша поетична збірка під назвою «Глобус». У 1971 р. видавництво «Карпати» видало збірку поета «Мене питає пісня».
Першою літературною школою поета була народна творчість, а також Тарас Шевченко. Значний вплив зробила на нього поезія Сергія Єсеніна і Багрицького. Уже після смерті поета вийшла третя збірка «Мчиться мій вороний». У 1981 році до 50 річчя з дня народження. В останню збірку ввійшли окремі твори з перших двох збірок, а також казки. Неодноразово твори друкувалися в районній та обласних газетах, в колективних збірках, як «З весною в Серці» в 1963 р. «Новоліття» в 1974 році.

## Вшанування
В селищі Міжгір"я (Закарпатська область) одна з вулиць носить ім'я Олекси Янчика.
Нагороджений 1977 літературно-мистецькою премією імені Братів Лепких.